# Noturus furiosus
Noturus furiosus é uma espécie de peixe da família Ictaluridae.
É endémica dos Estados Unidos da América.